# Ayana Taketatsu
Pour les articles homonymes, voir Taketatsu.
Ayana Taketatsu (竹達 彩奈, Taketatsu Ayana), née le 23 juin 1989 dans la préfecture de Saitama, est une chanteuse et seiyū japonaise. Le 23 juin 2019, elle se marie avec le seiyu Yûki Kaji.

## Rôles

### Anime
- Assassination Classroom : Kaede Kayano
- Baka to Test to Shōkanjū : Miharu Shimizu
- Berserk : Erica
- Bleach: Thousand-Year Blood War : Bambietta Basterbine
- Citrus : Yuzu Aihara
- Classroom of the Elite : Kei Karuizawa
- Dagashi kashi : Hotaru Shidare
- Date A Live : Kotori Itsuka
- Denki-gai no Honya-san : Dépravée "Fu Girl"
- Dog Days : Éclair Martinozzi
- Eromanga Sensei : Kirino Kōsaka
- Girlfriend, Girlfriend : Rika Hoshizaki
- Guilty Crown : Tsugumi
- Hajimete no Gal : Yui Kashii
- High School DxD : Koneko Tōjō
- High School of the Dead : Alice Maresato
- Hiyokoi : Hiyori Nishiyama
- Hyōka : Kimura
- Jewelpet Twinkle : Miria Marigold Mackenzie
- Kaitou Sentai Lupinranger VS Keisatsu Sentai Patranger : Goche Ru Medou
- KanColle et Kantai Collection : Itsuka Ano Umi de : Yamato
- K-On! : Azusa Nakano
- Kawaikereba Hentai demo Suki ni Natte Kuremasu ka : Sayuki Tokihara
- Kiss × sis : Ako Suminoe
- Kyuukyoku Shinka shita Full Dive RPG ga Genjitsu yori mo Kusoge Dattara : Reona Kisaragi
- Lance N' Masques : Yufeng He
- Magic Kaito : Anne
- Mayoi Neko Overrun! : Nozomi Kiriya
- Negima! : Emily Sevensheep
- Ore no imōto ga konna ni kawaii wake ga nai : Kirino Kōsaka
- Otome wa boku ni koishiteru : Kaori Kamichika
- Que sa volonté soit faite : Ayumi Takahara / Mercurius
- Sasameki Koto : Manaka Akemiya
- Seiken Tsukai no World Break : Satsuki Ranjō
- Space Dandy : Mamitas
- Sword Art Online : Suguha Kirigaya / Leafa
- The Asterisk War : Thi Tram Pham
- The Idolmaster : Sachiko Koshimizu
- The Quintessential Quintuplets : Nino Nakano
- Yumeiro pâtissière : Vanilla
- Yuru Yuri : Mirakurun
- The Detective is Already Dead : Nagisa Natsungagi
- I Want You To Make a Disgusted Face and Show Me Your Underwear 2 : Futaba Hanano
- Kubo Won't Let Me Be Invisible : Tamao Taira
- Frieren : Aura la guillotine
- The Café Terrace and Its Goddesses : Ririka Chiyoda

### Films
- Girls und Panzer : Arisu Shimada
- Gekijouban Kantai Collection: KanColle : Yamato
- K-On! : Azusa Nakano
- Negima : Emily Sevensheep
- Sword Art Online: Ordinal Scale : Suguha Kirigaya / Leafa

### Jeux vidéo
- Arknights : W / Wis'adel
- Accel World vs. Sword Art Online: Millenium Twilight : Suguha Kirigaya / Leafa
- DEEMO Reborn : Alice
- Dragon Quest Heroes II : Jessica Albert
- Dragon Quest Heroes: Rocket Slime : Jessica Albert
- Dragon Quest VIII : Jessica Albert
- Drakengard 3 : Four
- Kantai Collection : Akigumo, Makigumo, Matsu, Naganami, Scirocco, Take, Yamato, Yuugumo
- K-On! Hōkago Live!! : Azusa Nakano
- King's raid  : Pansirone
- Kingdom Hearts 3D: Dream Drop Distance : Rhyme
- Megadimension Neptunia VII : B-Sha
- Ore no imōto ga konna ni kawaii wake ga nai : Kirino Kōsaka
- Persona 4: Arena : Labrys
- Phantasy Star Online 2 : Io
- Sword Art Online: Fatal Bullet : Suguha Kirigaya / Leafa
- Sword Art Online: Hollow Fragment : Suguha Kirigaya / Leafa
- Sword Art Online: Hollow Realization : Suguha Kirigaya / Leafa
- Sword Art Online: Infinity Moment : Suguha Kirigaya / Leafa
- Sword Art Online: Lost Song : Suguha Kirigaya / Leafa
- The Idolmaster : Sachiko Koshimizu
- The Legend of Heroes: Trails to Azure : Shirley Orlando
- The Legend of Heroes: Trails of Cold Steel III : Shirley Orlando
- The Legend of Heroes: Trails of Cold Steel IV : Shirley Orlando
- The Legend of Heroes: Trails of Reverie : Shirley Orlando
- Trinity Universe : Tsubaki
- World of Final Fantasy : Tama
- Xenoblade Chronicles 2 : Zenobia
- Rune Factory 4 : Dolce
- League of Legends : Qiyana
- Genshin Impact : Chiori